# Subtractie van chemische interferentie en spectrale achtergrond
Analyse van een spectrum is het onderwerp van de spectroscopie, maar achtergrondbijdragen bemoeilijken de reproduceerbaarheid van het opgenomen spectrum. Dat wordt geprobeerd te corrigeren door middel van subtractie van chemische interferentie en spectrale achtergrond. Er wordt geprobeerd er voor te zorgen dat de achtergrondbijdrage zo klein mogelijk wordt. Indien er toch een bijdrage aanwezig is, wordt deze nadien wiskundig gemodelleerd. Hetzelfde geldt voor chemische interferentie.

## Constante achtergrond
Indien de bijdrage van de achtergrond ongeveer constant is, is het eenvoudig die van het spectrum af te trekken, in matrixnotatie:
{\displaystyle C=M-a}
met
{\displaystyle C}: gecorrigeerd spectrum
{\displaystyle M}: spectrum
{\displaystyle a}: achtergrondspectrum
Hierbij worden de rijen van de matrices gevormd door de gemeten spectra. Wanneer er verschillende monsters zijn, bevatten de rijen van {\displaystyle M} de verschillende monsterspectra.

## Variërende achtergrond
Indien de bijdrage van de achtergrond tot het spectrum varieert en maar voor een deel van het signaal van het monster is te onderscheiden, geeft aftrekken van chemische interferentie en spectrale achtergrond problemen. Deze achtergrondcorrectie is in dit geval is niet accuraat en hierdoor vermindert de robuustheid en de voorspellende kracht van het geselecteerde mathematische model. Een alternatief hiervoor is achtergrondcorrectie door vectorprojectie.
Een spectrum van {\displaystyle n} kanalen kan worden beschouwd als een vector in de n-dimensionale ruimte. Het gemeten spectrum is de som van verschillende vectoren, die ieder het spectrum voorstellen van een element of component aanwezig in het staal. Door het gemeten signaal op het signaal van de achtergrond te projecteren, splitst men het spectrum in twee vectoren, een evenwijdig en een loodrecht op de achtergrondvector. Dat wordt in de figuur geïllustreerd. De vector evenwijdig met de achtergrondvector is de bijdrage van het gemeten spectrum dat niet van de achtergrond kan worden onderscheiden. Deze bijdrage trekt men dan van het gemeten spectrum af. Dit is niet noodzakelijk de bijdrage van het pure achtergrondspectrum, wanneer men ruis en chemische interferenties in rekening brengt. De effectiviteit van deze methode is afhankelijk van geval tot geval.
Dit soort berekeningen kunnen onder andere met MATLAB worden uitgevoerd.

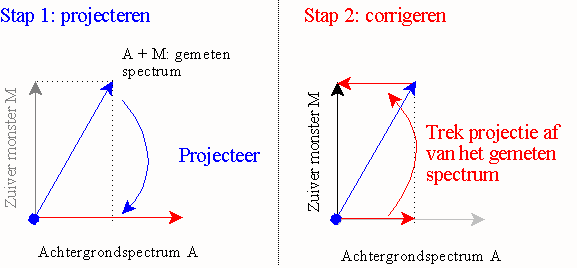
Correctie van een achtergrondspectrum

Deze vectorprojectie wordt uitgevoerd door middel van:
{\displaystyle M_{zuiver}=M-M^{.}(M^{T.}\ M)^{-1.}\ M^{T.}\ a}
met
{\displaystyle M_{zuiver}}: spectra zonder de bijdrage van de interferent
{\displaystyle M}: matrix met de gemeten spectra van het staal
{\displaystyle ^{T}}: getransponeerde matrix
{\displaystyle a}: spectrum van de achtergrond
De verschillende monsterspectra staan in de rijen van {\displaystyle M}. 